# Maria Aniela Witkowska

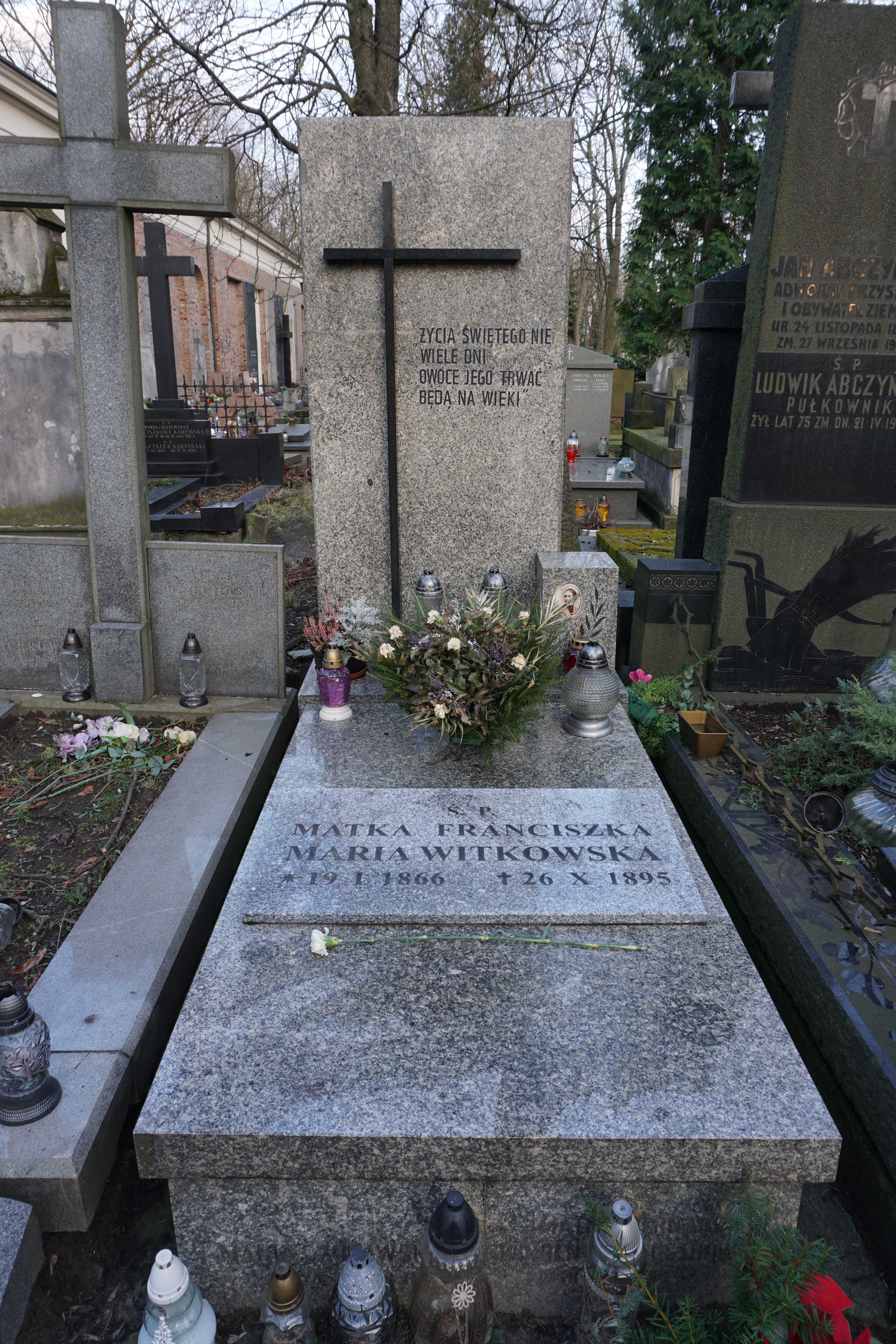
Grób Marii Anieli Witkowskiej na cmentarzu Powązkowskim w Warszawie

Maria Aniela Witkowska (imię zakonne Franciszka od Ogrójca; ur. 19 stycznia 1866 w Wardomiczach, zm. 26 października 1895 w Otwocku) – polska zakonnica, założycielka Zgromadzenia Sióstr Najświętszego Imienia Jezus (marylek) oraz Służebnica Boża Kościoła katolickiego.

## Życiorys
Urodziła się w powiecie borysowskim, guberni mińskiej w Imperium Rosyjskim w rodzinie szlacheckiej. Była czwartym dzieckiem rodziców Franciszka Witkowskiego (1826−11.05.1899) i Jadwigi z d. Kazimirskiej (1828−16.02.1895). Matka była spokrewniona z rodziną Wańkowiczów, Jeśmianów i Zawiszów. Oboje rodzice cieszyli się dużym szacunkiem u bliskich i znajomych. Pochowani są na cmentarzu parafii św. Dominika w Rakowie. Maria miała trzech braci: Stanisława (1856–1903), który był lekarzem i prawdopodobnie studiował w Akademii Medyko–Chirurgicznej w Wilnie, Bolesława (1861–?), który był weterynarzem oraz Jakuba (1863–?), który był pułkownikiem oraz siostrę Oktawię (13.08.1868–24.06.1941), która otrzymała w domu wykształcenie na poziomie szkoły średniej i posag, który zapewnił jej utrzymanie. Około 1870 Franciszek Witkowski wydzierżawił od Wincentego Wołodkiewicza duży majątek w Starym Siole, oddalony od Mińska o 26 km, położony nad rzeką Ptyczą i tam przeniósł się ze swoją rodziną. Tam zamieszkała rodzina z wyjątkiem Bolesława, który osiedlił się w Czelabińsku, gub. orenburska, w Rosji Carskiej. Maria wraz ze swoją siostrą Oktawią przyjęła pierwszą Komunię świętą w kościele Wszystkich Świętych w Wilnie w roku 1877 lub 1878 mając 11 lub 12 lat. Do pierwszej Komunii przygotowywała je stryjeczna siostra matki, Zofia Kazimirska, która zamieszkiwała z nimi w Starym Siole i uczyła je katechizmu w domu, mimo grożących za tę praktykę kar. Pierwszą spowiedź odbyła u ks. Jakuba Walentynowicza, wikariusza w kościele Wszystkich Świętych w Wilnie.
Zgodnie z praktyką (w zamożnych rodzinach szlacheckich) do piętnastego roku życia (do 1881) uczyła się w domu rodzinnym, ze swoją siostrą Oktawią. Następnie w celu dalszego kształcenia rodzice wysłali ją do Warszawy, na pensję Henryki Czarnockiej przy ul. Brackiej 18. Była to szkoła sześcioklasowa z internatem dla polskich dziewcząt z Kresów Wschodnich o wysokim poziomie nauczania. Pobyt na pensji trwał dwa lata, a powodem przerwania nauki było jej słabe zdrowie, przez co powróciła do Starego Sioła. Kontynuowała następnie naukę prywatnie, w zakresie szkoły średniej. Sakrament bierzmowania przyjęła w osiemnastym roku życia, 24 czerwca 1883 w kościele św. Jana Chrzciciela i św. Jana Apostoła i Ewangelisty w Wilnie z rąk bp. Karola Hryniewieckiego, obierając imię Karolina. Przed jego przyjęciem spowiadała się po raz pierwszy u ks. Wincentego Kluczyńskiego, profesora seminarium duchownego w Wilnie, późniejszego arcybiskupa mohylewskiego, który znany był jako doświadczony i bardzo ceniony spowiednik i kierownik duchowy. Od tego momentu został jej stałym kierownikiem duchowym, u którego w miarę możliwości w latach 1883-1885 przystępowała do sakramentu pokuty i zasięgała rady odnośnie życia wewnętrznego. Ze względu jednak na dużą odległość Starego Sioła od Wilna i utrudniony dojazd spowiadała się również u ks. Aleksandra Sipajłło lub ks. Antoniego Maleckiego, wikariuszy przy kościele katedralnym w Mińsku. Duży wpływ na rozwój życia religijnego miała też druga jej ciotka Stanisława Baranowicz.
W 1885 ks. Wincenty Kluczyński skierował ją do zakładu Przemysłowo–Rękodzielniczego w Warszawie, przy ul. Pięknej 24, do szkoły rękodzielniczej Cecylii Plater-Zyberk. Po kilku miesiącach ponownie była zmuszona przerwać naukę ze względu na stan zdrowia i powrócić do domu. W tym czasie spotkała się po raz pierwszy z o. Honoratem Koźmińskim OFMCap. w Zakroczymiu. W pierwszych miesiącach 1886 została wybrana przez o. Honorata spośród wielu jego penitentek na założycielkę zgromadzenia dla rękodzielniczek. W 1887 wynajęła w tym celu mieszkanie w Warszawie przy ul. Bednarskiej 19 od wdowy Gabrieli Herman i w dniu 10 grudnia 1887, w święto Matki Bożej Loretańskiej razem z siostrami rozpoczęła życie zakonne, dając początek nowemu zgromadzeniu. 10 lutego 1893 przy pomocy Warszawskiego Towarzystwa Dobroczynności zorganizowała Schronienie Ubogich Szwaczek, prowadzące działalność charytatywno-społeczną. 30 marca 1893 w Nowym Mieście nad Pilicą, w Wielki Czwartek, złożyła śluby wieczyste. W latach 1887–1895 obok formacji sióstr i kształtowania duchowego charyzmatu rozwijała apostolską działalność na terenie Królestwa Polskiego i Cesarstwa Rosyjskiego.
Posługiwała Zgromadzeniu osiem lat, zakładając osiem domów zakonnych (Warszawa, Częstochowa - gub. piotrkowska, Piotrków Trybunalski, Łódź - gub. piotrkowska, diec. warszawska, Wilno, Szawle - gub. kowieńska, Petersburg - przy kościele św. Katarzyny, Lipawa - gub. kurlandzka, diec. żmudzka), kładąc podwaliny struktury organizacyjnej i nadając duchowy charakter tworzącego się Zgromadzenia. Przygotowała Ustawy do zatwierdzenia przez Stolicę Apostolską. Zmarła w Otwocku 26 października 1895 o godz. 10:00, w opinii świętości. 31 października mszę pogrzebową celebrował bp Kazimierz Ruszkiewicz. Pochowana została na cmentarzu Powązkowskim (kwatera 170-6-4).

## Proces beatyfikacyjny
Przekonane o jej świątobliwości Zgromadzenie Sióstr Najświętszego Imienia Jezus podjęło inicjatywę wyniesienia Matki założycielki na ołtarze. 23 marca 1996 Stolica Apostolska wyraziła zgodę na rozpoczęcie jej procesu beatyfikacyjnego, wydając tzw. Nihil obstat.
12 października 1996 rozpoczął się ten proces w kaplicy Domu Generalnego Zgromadzenia Sióstr Najświętszego Imienia Jezus na szczeblu diecezjalnym przez Prymasa Polski, metropolitę warszawskiego kard. Józefa Glempa. W trakcie jego trwania odbyły się 44 sesje, podczas których m.in. przesłuchano świadków oraz członków komisji historycznej. 6 września 2001 odbyła się ostatnia sesja, kończąca proces na szczeblu diecezjalnym, której przewodniczył bp Tadeusz Pikus, po czym akta procesu zostały przekazane Kongregacji Spraw Kanonizacyjnych w Rzymie. Na postulatora generalnego procesu wyznaczono kapucyna o. Carla Calloniego OFMCap. 22 listopada 2002 Kongregacja wydała dekret o ważności postępowania diecezjalnego. Proces trwa, będąc na etapie opracowania tzw. Positio, będącego kolejną częścią postępowania beatyfikacyjnego.